# Пятнистая галаксия
Пятнистая галаксия (лат. Galaxias maculatus) — вид лучепёрых рыб из семейства галаксиевых (Galaxiidae). Распространены в Южном полушарии. Амфидромные рыбы. Большую часть жизни проводят в пресной воде, нерестятся в устьях рек и эстуариях. Личинки и молодь в течение 6 месяцев нагуливаются в море, а затем возвращаются в родную реку.

## Описание
Тело удлинённое, почти круглое в сечении, лишено чешуи. Спинной плавник с 8—11 мягкими лучами смещён к хвостовому стеблю. Анальный плавник расположен под спинным, имеет 15—17 мягких лучей. Брюшные плавники расположены на середине брюха. Жировой плавник отсутствует. Хвостовой плавник немного раздвоен.
Длина тела до 19 см, обычно 8—11 см .
Верхняя половина тела оливково-коричневого цвета с разбросанными тёмными пятнами, вдоль тела проходят радужные полосы, чётко различимые при движении рыб. Этот «леопардовый» рисунок может быть едва различим или чётко виден. Нижняя половина тела, жаберные крышки и глаза переливающегося серебристого цвета.

## Ареал и места обитания
Широко распространены в морских, прибрежных и пресных водах Новой Зеландии, Тасмании, юго-западной и юго-восточной Австралии, южной Африки, Южной Америки (Чили, Аргентина), Фолклендских островов, на некоторых островах Тихого океана (Новая Каледония).

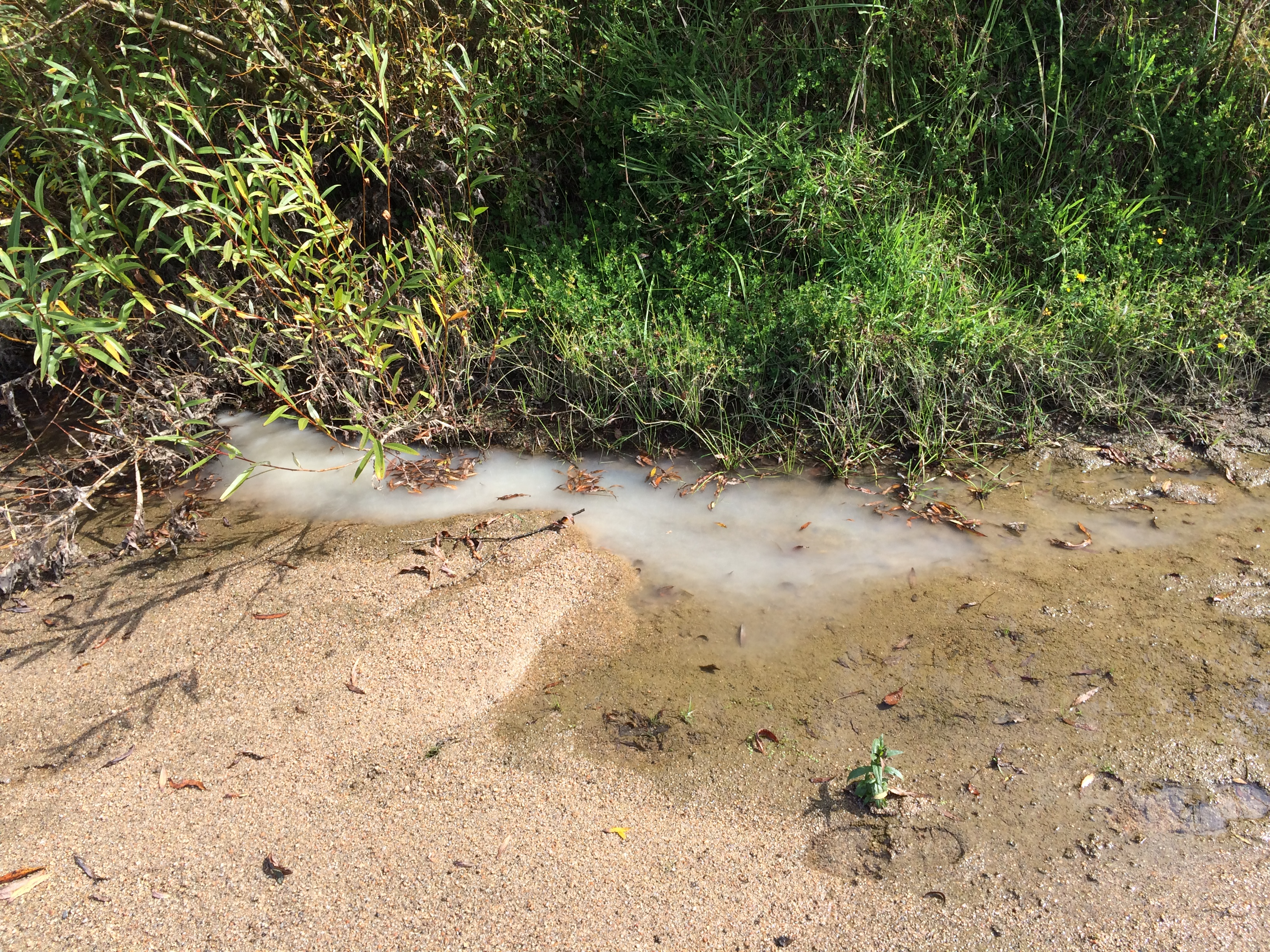
Типичное нерестилище пятнистой галаксии с молочно-белой водой во время нереста

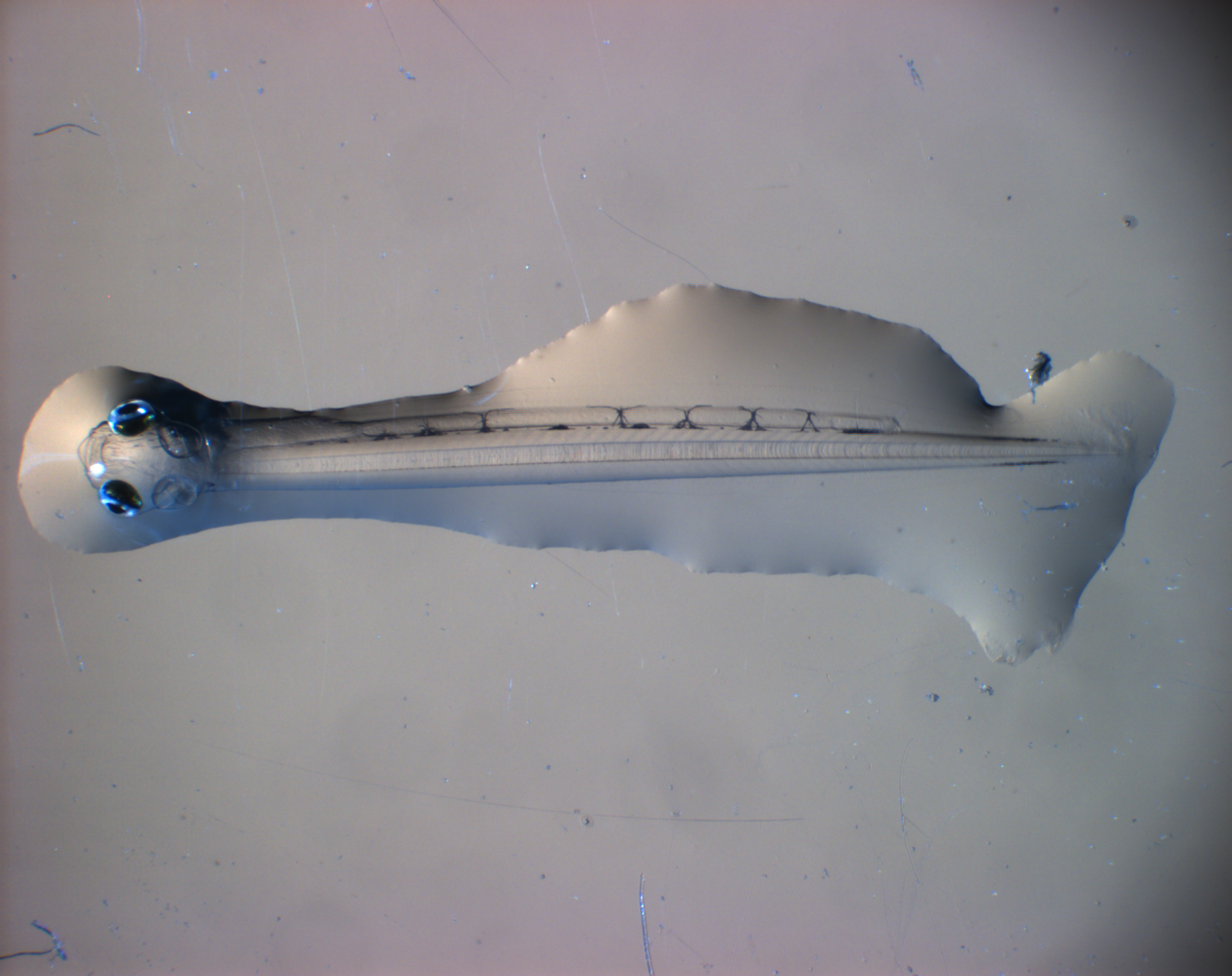
Личинка пятнистой галаксии сразу после вылупления

В пресноводный период жизни обитают в различных биотопах, но предпочитают стоячие или медленно-текущие воды ручьёв, рек и озёр, расположенных на небольшом расстоянии от моря. Иногда встречаются в солоноватых водоёмах. Переносят солёность до 50‰.
Пятнистые галаксии переносят значительные колебания концентрации растворённого в воде кислорода. Являются оксиконформерами, т.е. при снижении парциального давления кислорода интенсивность потребления кислорода рыбами постоянно снижается (отсутствует постоянный уровень). Значительную роль в дыхании играет кожа. При существенной гипоксии, вызванной эвтрофикацией, галаксии могут подниматься к поверхности воды и даже выпрыгивать из воды

.

## Размножение и развитие
Наиболее полно размножение пятнистой галаксии описано для условий Новой Зеландии. Летом половозрелые особи пятнистой галаксии (возраст 1 год) собираются в большие стаи и мигрируют вниз по течению к устьям рек. Нерестятся в январе—мае (пик в феврале—марте) в верхней части эстуариев. Кроме осеннего нереста отмечены случаи нереста весной . Начало нереста приурочено к высоким сизигийным приливам и совпадает с новолунием или полнолунием (обычно через 1—3 дня после наступления данных фаз луны). Наблюдается групповой нерест: все самки откладывают икру на определённой территории, а самцы выпускают сперму и взбаламучивают воду для равномерного оплодотворения всей отложенной икры. Плодовитость самок составляет несколько тысяч икринок. Клейкая икра (диаметр икринки около 1 мм) откладывается на густую прибрежную растительность, которая покрывается водой во время прилива. Глубина в местах нереста такова, что брюхо самки касается дна, а спина выступает из воды. При отливе икра оказывается вне воды. Развитие икры продолжается во влажной атмосфере. Продолжительность эмбрионального развития зависит от температуры окружающего воздуха и варьируется от 30 дней при 4,5 °С до 10 дней при 17 °С . Выживаемость икры зависит главным образом от влажности воздуха (>90%), температуры и защищённости места нереста от прямых солнечных лучей.
Личинки длиной около 7 мм вылупляются во время следующего высокого прилива, когда вода вновь закрывает икру. Сразу после вылупления личинки отливным течением выносятся в эстуарий и далее в открытое море. В открытых океанских водах они разносятся течениями на большие расстояния (до 700 км от берега). Молодь совершенно бесцветна и прозрачная. Проводят в морской воде 6 месяцев и весной следующего года возвращаются к устьям рек. Часть особей возвращается в родную реку. Однако, как показали исследования микроэлементного состава отолитов, большинство рыб подходят к устьям других рек (не туда, где они родились).
В некоторых озёрах встречаются жилые формы пятнистой галаксии, которые проводят всю свою жизнь в пресной воде. В нерестовый период половозрелые особи в конце зимы—начале весны при подъёме уровня воды мигрируют вверх по течению в притоки. Икра также откладывается на наземную растительность, затопляемую водой. После вылупления личинки сносятся течением в озёра и нагуливаются в прибрежной зоне в зарослях водной растительности. Жилые формы обычно созревают в возрасте одного года, а после нереста погибают.